# Don Frutos Gómez
Don Frutos Gómez es una película en colores de Argentina dirigida por Rubén W. Cavallotti sobre el guion de Rodolfo Manuel Taboada según el libro Cuentos y cartas correntinos, de Velmiro Ayala Gauna que se estrenó el 4 de mayo de 1961 y que tuvo como protagonistas a Ubaldo Martínez, Guillermo Battaglia, Ricardo Trigo e Inés Moreno. Con el mismo personaje Catrano Catrani dirigió Alto Paraná en 1958.

## Sinopsis
Cuando se accidente en medio de la selva un comisario de pueblo rememora sus experiencias.

## Reparto
- Ubaldo Martínez
- Guillermo Battaglia
- Ricardo Trigo
- Inés Moreno
- Oscar Orlegui
- Jorge Sobral
- Carlos Gómez
- Maya Bruceras
- Beto Gianola
- Virginia Romay
- Ariel Absalón
- Alejandro Anderson
- Lilian Valmar
- Toti Muñoz

## Comentarios
José Agustín Mahieu opinó en Revista Che :

”Trata de repetir un éxito comercial utilizando los mismos resortes de segura repercusión comercial…visión rutinaria y artificial del tema ofrecido.”

Por su parte la crónica de La Razón dijo:

”En la carrera de Cavallotti…Gómez acentúa una declinación. Se vuelve a una confusión: pintoresquismo no es costumbrismo.  ¿ Hasta cuando?”